# DDR-Meisterschaften im Boxen 1986

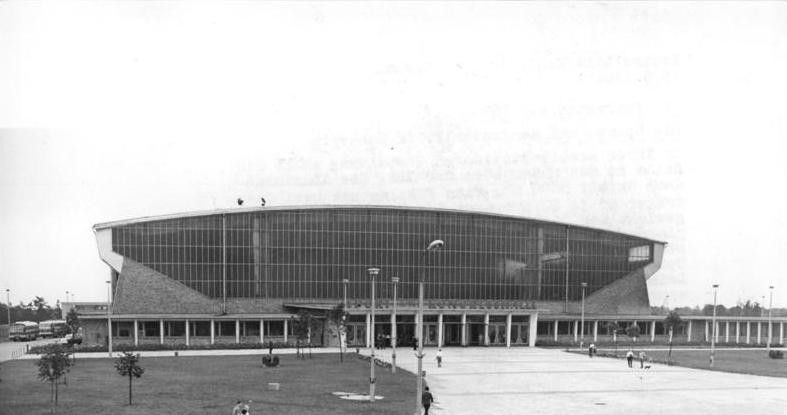
Sport- und Kongresshalle
(Austragungsort der DDR-Meisterschaften im Boxen 1986)

Die DDR-Meisterschaften im Boxen wurden 1986 zum 38. Mal ausgetragen und fanden vom 3. bis 7. Dezember statt. Hauptkampfort der Meisterschaften war die Schweriner Sport- und Kongresshalle. An den Titelkämpfen nahmen 107 Boxer teil, die in zwölf Gewichtsklassen die Meister ermittelten. Geboxt wurde auch in Boizenburg (Vorrunde), Güstrow sowie Neustadt-Glewe (Viertelfinale) und Wismar (Halbfinale). Der SC Traktor Schwerin war in eigener Halle mit sechs Titeln der erfolgreichste Verein dieser Meisterschaft. Mit Dieter Berg, Andreas Zülow, Torsten Koch, Enrico Richter, René Suetovius, Sven Lange und Ulli Kaden konnten gleich sieben Boxer ihren Titel aus dem Vorjahr verteidigen.

## Zeitplan
| Zeitplan      | Zeitplan                    | Zeitplan  | Zeitplan       |
| Runde         | Datum                       | Datum     | Ort            |
| ------------- | --------------------------- | --------- | -------------- |
| Vorrunde      | Mittwoch 3. Dezember 1986   | 17.00 Uhr | Schwerin       |
| Vorrunde      | Mittwoch 3. Dezember 1986   | 19.00 Uhr | Boizenburg     |
| Viertelfinale | Donnerstag 4. Dezember 1986 | 19.00 Uhr | Schwerin       |
| Viertelfinale | Donnerstag 4. Dezember 1986 | 19.00 Uhr | Güstrow        |
| Viertelfinale | Donnerstag 4. Dezember 1986 | 19.00 Uhr | Neustadt-Glewe |
| Halbfinale    | Freitag 5. Dezember 1986    | 19.00 Uhr | Schwerin       |
| Halbfinale    | Freitag 5. Dezember 1986    | 19.00 Uhr | Wismar         |
| Finale        | Sonntag 7. Dezember 1986    | 10.00 Uhr | Schwerin       |

## Endergebnisse
| Gewichtsklasse                                | Gold                                                 | Silber                                   | Bronze                                 | Bronze                                 |
| Halbfliegengewicht (bis 48 kg) 7 Teilnehmer   | Roland Schmidt SC Traktor Schwerin                   | Heiko Hinz SC Traktor Schwerin           | Myrko Schade SC Cottbus                | Gunnar Lexow ASK Vorwärts Frankfurt/O. |
| Halbfliegengewicht (bis 48 kg) 7 Teilnehmer   | 5:0 nach Punkten (60:56, 60:57, 60:55, 59:57, 60:56) |                                          | Myrko Schade SC Cottbus                | Gunnar Lexow ASK Vorwärts Frankfurt/O. |
| Fliegengewicht (bis 51 kg) 6 Teilnehmer       | Dieter Berg SC Traktor Schwerin                      | Andreas Tews SC Traktor Schwerin         | Jens Ziegler SC Chemie Halle           | Sven-Gunter Nowag SC Chemie Halle      |
| Fliegengewicht (bis 51 kg) 6 Teilnehmer       | 4:1 nach Punkten (59:58, 59:58, 59:58, 59:58, 58:59) |                                          | Jens Ziegler SC Chemie Halle           | Sven-Gunter Nowag SC Chemie Halle      |
| Bantamgewicht (bis 54 kg) 8 Teilnehmer        | René Breitbarth SC Traktor Schwerin                  | Klaus-Dieter Kirchstein SC Dynamo Berlin | Jörg Gittner SG Wismut Gera            | Maik Stegemann SC Traktor Schwerin     |
| Bantamgewicht (bis 54 kg) 8 Teilnehmer        | 5:0 nach Punkten (59:58, 59:58, 59:58, 60:57, 59:58) |                                          | Jörg Gittner SG Wismut Gera            | Maik Stegemann SC Traktor Schwerin     |
| Federgewicht (bis 57 kg) 9 Teilnehmer         | Andreas Zülow SC Traktor Schwerin                    | Frank Rauschning SG Wismut Gera          | Diego Drumm SC Cottbus                 | Peter Schwarz SC Dynamo Berlin         |
| Federgewicht (bis 57 kg) 9 Teilnehmer         | 5:0 nach Punkten (60:56, 60:56, 60:55, 60:56, 60:56) |                                          | Diego Drumm SC Cottbus                 | Peter Schwarz SC Dynamo Berlin         |
| Leichtgewicht (bis 60 kg) 15 Teilnehmer       | Torsten Koch ASK Vorwärts Frankfurt/O.               | Burkhard Hohn SC Traktor Schwerin        | Olaf Trenn SC Traktor Schwerin         | Schmude SC Traktor Schwerin            |
| Leichtgewicht (bis 60 kg) 15 Teilnehmer       | 5:0 nach Punkten (59:58, 59:58, 59:58, 60:59, 59:58) |                                          | Olaf Trenn SC Traktor Schwerin         | Schmude SC Traktor Schwerin            |
| Halbweltergewicht (bis 63,5 kg) 11 Teilnehmer | Wilko Saeger SC Traktor Schwerin                     | Rene Upplegger SC Traktor Schwerin       | Andreas Otto ASK Vorwärts Frankfurt/O. | Jan Heinemann SC Dynamo Berlin         |
| Halbweltergewicht (bis 63,5 kg) 11 Teilnehmer | 5:0 nach Punkten (60:57, 60:57, 60:57, 60:57, 60:57) |                                          | Andreas Otto ASK Vorwärts Frankfurt/O. | Jan Heinemann SC Dynamo Berlin         |
| Weltergewicht (bis 67 kg) 10 Teilnehmer       | Siegfried Mehnert SC Chemie Halle                    | Wolfram Schmidt SC Traktor Schwerin      | Dirk Krause SC Traktor Schwerin        | Torsten Lange SC Traktor Schwerin      |
| Weltergewicht (bis 67 kg) 10 Teilnehmer       | 5:0 nach Punkten (60:56, 60:55, 60:56, 60:54, 60:56) |                                          | Dirk Krause SC Traktor Schwerin        | Torsten Lange SC Traktor Schwerin      |
| Halbmittelgewicht (bis 71 kg) 9 Teilnehmer    | Enrico Richter SG Wismut Gera                        | Maik Olesch SC Chemie Halle              | Rottenau HSG DHfK Leipzig              | Jörg Stranz SC Dynamo Berlin           |
| Halbmittelgewicht (bis 71 kg) 9 Teilnehmer    | 5:0 nach Punkten (59:58, 60:57, 60:57, 60:57, 60:57) |                                          | Rottenau HSG DHfK Leipzig              | Jörg Stranz SC Dynamo Berlin           |
| Mittelgewicht (bis 75 kg) 9 Teilnehmer        | Henry Maske ASK Vorwärts Frankfurt/O.                | Maik Koudele SC Chemie Halle             | André Alsleben SC Chemie Halle         | Kriegisch SC Dynamo Berlin             |
| Mittelgewicht (bis 75 kg) 9 Teilnehmer        | 5:0 nach Punkten (60:57, 60:57, 59:58, 60:57, 60:57) |                                          | André Alsleben SC Chemie Halle         | Kriegisch SC Dynamo Berlin             |
| Halbschwergewicht (bis 81 kg) 7 Teilnehmer    | René Suetovius SC Chemie Halle                       | René Ryl TSC Berlin                      | Wolf Preiss SC Traktor Schwerin        | Ingo Rabe SC Chemie Halle              |
| Halbschwergewicht (bis 81 kg) 7 Teilnehmer    | 3:2 nach Punkten (58:59, 57:60, 59:58, 60:57, 59:58) |                                          | Wolf Preiss SC Traktor Schwerin        | Ingo Rabe SC Chemie Halle              |
| Schwergewicht (bis 91 kg) 9 Teilnehmer        | Sven Lange SC Traktor Schwerin                       | Maik Heydeck SC Dynamo Berlin            | Peter Balnuweit ASG Vorwärts Halle     | René Monse BSG Motor Mitte Magdeburg   |
| Schwergewicht (bis 91 kg) 9 Teilnehmer        | 5:0 nach Punkten (59:58, 59:58, 59:58, 60:57, 59:58) |                                          | Peter Balnuweit ASG Vorwärts Halle     | René Monse BSG Motor Mitte Magdeburg   |
| Superschwergewicht (über 91 kg) 7 Teilnehmer  | Ulli Kaden SG Wismut Gera                            | Lutz Philipp BSG Stahl Hennigsdorf       | Mario Anders BSG WBK Berlin            | Ralf Markert SG Wismut Gera            |
| Superschwergewicht (über 91 kg) 7 Teilnehmer  | RSC 1. Runde (Überlegenheit)                         |                                          | Mario Anders BSG WBK Berlin            | Ralf Markert SG Wismut Gera            |

## Medaillenspiegel
| Platz | Verein                             | Verein                    | Gold | Silber | Bronze | Total |
| ----- | ---------------------------------- | ------------------------- | ---- | ------ | ------ | ----- |
| 01    | Logo vom SC Traktor Schwerin       | SC Traktor Schwerin       | 6    | 5      | 6      | 17    |
| 02    | Logo vom SC Chemie Halle           | SC Chemie Halle           | 2    | 2      | 4      | 08    |
| 03    | Logo der SG Wismut Gera            | SG Wismut Gera            | 2    | 1      | 2      | 05    |
| 04    | Logo vom ASK Vorwärts Frankfurt/O. | ASK Vorwärts Frankfurt/O. | 2    | –      | 2      | 04    |
| 05    | Logo vom SC Dynamo Berlin          | SC Dynamo Berlin          | –    | 2      | 4      | 06    |
| 06    | Logo vom TSC Berlin                | TSC Berlin                | –    | 1      | –      | 01    |
| 06    | Logo der BSG Stahl Hennigsdorf     | BSG Stahl Hennigsdorf     | –    | 1      | –      | 01    |
| 08    | Logo vom SC Cottbus                | SC Cottbus                | –    | –      | 2      | 02    |
| 09    | Logo der HSG DHfK Leipzig          | HSG DHfK Leipzig          | –    | –      | 1      | 01    |
| 09    | Logo der BSG Motor Mitte Magdeburg | BSG Motor Mitte Magdeburg | –    | –      | 1      | 01    |
| 09    | Logo der ASG Vorwärts Halle        | ASG Vorwärts Halle        | –    | –      | 1      | 01    |
| 09    | Logo der BSG WBK Berlin            | BSG WBK Berlin            | –    | –      | 1      | 01    |
|       | Total                              | Total                     | 12   | 12     | 24     | 48    |